# Фінал Ліги націй УЄФА 2025
Фінал Ліги націй УЄФА 2025 — футбольний матч, який визначив переможців фіналу чотирьох Ліги націй УЄФА 2024—2025 років. Це четвертий фінал турніру. Матч відбувся 8 червня 2025 року на стадіоні Альянц-Арена у Мюнхені, Німеччина, а участь у ньому взяли Португалія та Іспанія.
Португалія перемогла по пенальті Іспанію з рахунком 5–3, основний та додатковий час завершились внічию 2–2, таким чином португальці вдруге стали переможцяим Ліги націй УЄФА.

## Команди
| Команда    | Попередні виступи (жирним шрифтом виділені перемоги) |
| ---------- | ---------------------------------------------------- |
| Португалія | 2019                                                 |
| Іспанія    | 2021, 2023                                           |

## Передмова
Цей фінал Ліги націй УЄФА стане першим для цих збірних, Португалія виграла перший фінал у 2019 році, обігравши Нідерланди, а для Іспанія зіграла у двох фіналах; вони програли свій перший фінал у 2021 році Франції, а потім перемогли Хорватію по пенальті два роки потому.
Це буде 41-ше Іберійське дербі, до цього Іспанія виграла 17 матчів, 17 зіграла внічию, а Португалія виграла шість матчів, різниця голів 77–45 на користь іспанців.

## Місце проведення
«Альянц-Арена» була обрана Німецьким футбольним союзом одним із двох місць проведення фіналу Ліги націй, разом із «МХП-Ареною». Стадіон зведений 2005 року, домашня арена футбольних клубів «Баварія» (Мюнхен) та «Мюнхен 1860». Названий на честь німецької корпорації Allianz.
Арена приймала матчі чемпіонату світу з футболу 2006, а також матчі чемпіонату Європи 2020 та 2024 років.

## Шлях до фіналу
| Збірна     | І  | О |
| ---------- | -- | - |
| Португалія | 14 | 6 |
| Хорватія   | 8  | 6 |
| Шотландія  | 7  | 6 |
| Польща     | 4  | 6 |

| Збірна    | І  | О |
| --------- | -- | - |
| Іспанія   | 16 | 6 |
| Данія     | 8  | 6 |
| Сербія    | 6  | 6 |
| Швейцарія | 2  | 6 |

Примітка: наступні позначки означають (Д: вдома; Г: в гостях; Н: нейтральне).

## Матч

### Деталі
| 8 червня 2025 21:00 |

| Португалія                                        | 2–2      | Іспанія                          |
| ------------------------------------------------- | -------- | -------------------------------- |
| - Мендіш 26' - Роналду 61'                        | Протокол | - Субіменді 21' - Оярсабаль 45'  |
|                                                   | Пенальті |                                  |
| - Рамуш - Вітінья - Фернандіш - Мендіш - Р. Невіш | 5–3      | - Меріно - Баена - Іско - Мората |

| Альянц-Арена, Мюнхен Глядачів: 65 852 Арбітр: Сандро Шерер (Швейцарія) |

| Португалія | Іспанія |

| ВР               | 1                | Діогу Кошта          |      |      |
| ЗХ               | 15               | Жуан Невіш           |      | 46'  |
| ЗХ               | 3                | Рубен Діаш           |      |      |
| ЗХ               | 14               | Гонсалу Інасіу       | 19'  | 74'  |
| ЗХ               | 25               | Нуну Мендіш          | 100' |      |
| ПЗ               | 10               | Бернарду Сілва       |      | 74'  |
| ПЗ               | 23               | Вітінья              |      |      |
| НП               | 20               | Педру Нету           | 82'  | 106' |
| ПЗ               | 8                | Бруну Фернандіш      |      |      |
| НП               | 26               | Франсішку Консейсан  |      | 46'  |
| НП               | 7                | Кріштіану Роналду () |      | 88'  |
| Заміни:          |                  |                      |      |      |
| ЗХ               | 2                | Нелсон Семеду        |      | 46'  |
| ПЗ               | 18               | Рубен Невіш          |      | 46'  |
| ЗХ               | 13               | Ренату Вейга         |      | 74'  |
| НП               | 17               | Рафаел Леао          |      | 74'  |
| НП               | 9                | Гонсалу Рамуш        |      | 88'  |
| НП               | 21               | Діогу Жота           |      | 106' |
| Головний тренер: |                  |                      |      |      |
| Роберто Мартінес | Роберто Мартінес | Роберто Мартінес     | 110' |      |

| ВР                | 23 | Унаї Сімон ()    |       |      |
| ЗХ                | 14 | Оскар Мінгеса    |       | 92'  |
| ЗХ                | 3  | Робен Ле Норман  | 90+1' |      |
| ЗХ                | 12 | Дін Гейсен       |       |      |
| ЗХ                | 24 | Марк Кукурелья   |       |      |
| ПЗ                | 20 | Педрі            |       | 75'  |
| ПЗ                | 18 | Мартін Субіменді |       |      |
| ПЗ                | 8  | Фабіан Руїс      | 33'   | 75'  |
| НП                | 19 | Ламін Ямаль      |       | 106' |
| НП                | 21 | Мікель Оярсабаль |       | 111' |
| НП                | 11 | Ніко Вільямс     |       | 92'  |
| Заміни:           |    |                  |       |      |
| ПЗ                | 22 | Іско             |       | 75'  |
| ПЗ                | 6  | Мікель Меріно    |       | 75'  |
| ПЗ                | 16 | Алекс Баена      | 100'  | 92'  |
| ЗХ                | 2  | Педро Порро      | 110'  | 92'  |
| НП                | 15 | Єремі Піно       |       | 106' |
| НП                | 7  | Альваро Мората   |       | 111' |
| Головний тренер:  |    |                  |       |      |
| Луїс де ла Фуенте |    |                  |       |      |

| Гравець матчу: Нуну Мендіш (Португалія) Помічники судді: Жонас Ерні (Швейцарія) Зузанне Кюнг (Швейцарія) Четвертий арбітр: Сердар Гезюбююк (Нідерланди) Відеоасистент арбітра: Федай Сан (Швейцарія) Помічники відеоасистента арбітра: Денніс Гіглер (Нідерланди) Пол ван Букел (Нідерланди) | Регламент - 90 хвилин - 30 хвилин додаткового часу, якщо необхідно - Післяматчеві пенальті, якщо рахунок залишається рівним - Максимум п'ятнадцять гравців на заміні - Максимум п'ять проведених замін, шоста дозволяється в додатковий час |

### Статистика
| Статистика       | Португалія | Іспанія |
| ---------------- | ---------- | ------- |
| Голи             | 1          | 2       |
| Удари            | 2          | 7       |
| Удари в площину  | 1          | 2       |
| Сейви            | 0          | 0       |
| Володіння м'ячем | 42%        | 58%     |
| Кутові           | 1          | 2       |
| Фоли             | 5          | 7       |
| Офсайди          | 1          | 0       |
| Жовті картки     | 1          | 1       |
| Червоні картки   | 0          | 0       |

| Статистика       | Португалія | Іспанія |
| ---------------- | ---------- | ------- |
| Голи             | 1          | 0       |
| Удари            | 3          | 5       |
| Удари в площину  | 2          | 3       |
| Сейви            | 3          | 1       |
| Володіння м'ячем | 36%        | 64%     |
| Кутові           | 1          | 2       |
| Фоли             | 5          | 6       |
| Офсайди          | 2          | 3       |
| Жовті картки     | 1          | 1       |
| Червоні картки   | 0          | 0       |

| Статистика       | Португалія | Іспанія |
| ---------------- | ---------- | ------- |
| Голи             | 0          | 0       |
| Удари            | 2          | 3       |
| Удари в площину  | 0          | 1       |
| Сейви            | 1          | 0       |
| Володіння м'ячем | 43%        | 57%     |
| Кутові           | 1          | 0       |
| Фоли             | 3          | 6       |
| Офсайди          | 1          | 0       |
| Жовті картки     | 2          | 2       |
| Червоні картки   | 0          | 0       |

| Статистика       | Португалія | Іспанія |
| ---------------- | ---------- | ------- |
| Голи             | 2          | 2       |
| Удари            | 7          | 15      |
| Удари в площину  | 3          | 6       |
| Сейви            | 4          | 1       |
| Володіння м'ячем | 46%        | 54%     |
| Кутові           | 3          | 4       |
| Фоли             | 13         | 19      |
| Офсайди          | 4          | 3       |
| Жовті картки     | 4          | 4       |
| Червоні картки   | 0          | 0       |